# 李健光
李健光（Andy Lee，1968年4月25日—），台灣宜蘭縣人，前台灣英語電視新聞主播。
現已離開新聞界，以接公關主持活動及現場口譯為主。

## 學歷
- 天母台北美國學校
- Curtin大學
- 澳洲Deakin大學

## 經歷
- 中視《中視英語新聞》主播
- CNN台灣特派記者
- 新傳媒電視台灣特派記者
- 東森亞洲衛視主播
- 東森新聞台《東森早安新聞》東森新聞台
- 東森新聞台《東森整點新聞》主播
- 東森電視新聞部國際新聞中心編譯
- 東森財經新聞台《東森英語新聞》主播
- 2017年夏季世界大學運動會《開幕、閉幕式》司儀

## 佚事
- 2008年初，在為艷照門事件中陳冠希記者會致歉宣言的同步翻譯中，情緒激昂，效果誇張，被廣大網友更加熟識。
- 2009年7月至8月，擔任華視訓練中心「英語小主播夏令營」講師。

## 外部連結
- 李健光的Instagram帳戶（繁體中文）